# Labastide-Paumès
Labastide-Paumès település Franciaországban, Haute-Garonne megyében. Lakosainak száma 151 fő (2022. január 1.). Labastide-Paumès Castelgaillard, Casties-Labrande, Fabas, Polastron, Riolas és Cazac községekkel határos.

## Népesség
A település népességének változása:
| Lakosok száma | 145  | 143  | 127  | 132  | 157  | 150  | 146  | 145  | 147  | 151  |
|               | 1968 | 1982 | 1990 | 2006 | 2013 | 2015 | 2017 | 2019 | 2020 | 2022 |